# Genera Euphorbiacearum
Genera Euphorbiacearum (abreviado Gen. Euphorbiacearum) es un libro con ilustraciones y descripciones botánicas que fue escrito por el botánico y curador inglés Alan Radcliffe-Smith y publicado en el año 2001.
Es una relación taxonómica de los 339 géneros actualmente reconocidos en la familia Euphorbiaceae, está ilustrado con 50 dibujos a toda página. Muchas de las descripciones genéricas se basa en el trabajo anterior del Dr. John Hutchinson. 464pp. 245 x 155 mm. 